# Audrey Fleurot
Audrey Fleurot (Mantes-la-Jolie, 6 luglio 1977) è un'attrice francese.
Dopo il suo esordio nella serie Kaamelot, ha raggiunto la fama grazie al ruolo dell'avvocata penalista Joséphine Karlsson nella serie televisiva Spiral (Engrenages), ruolo che ha ricoperto per tutte le otto stagioni della serie, dal 2005 al 2020.
Ha in seguito preso parte a diverse produzioni cinematografiche, fra le quali il film campione di incassi Quasi amici - Intouchables, e ha ricoperto ruoli primari in numerose altre serie televisive, quali il dramma storico sulla seconda guerra mondiale Un Village Français (2009-2017), il thriller in sei puntate Mensonges e i due drammi in costume Destini in Fiamme e Les Combattantes.
Dal 2021, inoltre, è protagonista della serie televisiva Morgane - Detective geniale (in originale HPI - Haut Potentiel Intellectuel), che, grazie al suo incredibile successo, le ha dato nuova fama non solamente in Francia, ma a livello internazionale.

## Biografia
Audrey Fleurot è nata il 6 luglio 1977 a Mantes-la-Jolie. Unica figlia di madre puericultrice e padre pompiere, la sua passione per la recitazione nasce proprio quando da bambina il padre, che era spesso di guardia alla Comédie-Française, la porta con sé in modo che possa assistere a uno spettacolo. In seguito a questo evento, comincia quindi a nascere in lei il desiderio di diventare attrice di teatro. 
Per questa ragione, dopo aver frequentato l'Università Paris 1 Panthéon-Sorbonne fra il 1995 e il 1997, si iscrive alla rinomata scuola di recitazione ENSATT di Lione, dove studia tra il 1997 e il 2000. Qui uno dei suoi insegnanti sarà l'attore francese Philippe Duclos, al fianco del quale si troverà a recitare appena qualche anno dopo nella serie Spiral, dove anche Duclos ha come lei ricoperto il ruolo di uno dei personaggi principali.
Finiti gli studi all'ENSATT, la Fleurot aspira a lavorare principalmente in teatro ma, dopo aver iniziato la sua carriera sul palco, viene notata dal regista Alexandre Astier, che la vuole nel ruolo della Dama del Lago nella serie Kamelott. L'attrice comincia così a farsi strada nel mondo della televisione, ma la svolta vera e propria arriva quando le viene proposto il ruolo della cinica avvocata penalista Joséphine Karlsson nella serie televisiva di Canal+ Spiral, serie che diventa presto conosciuta e amata non solo in Francia, ma anche nel Regno Unito. Questo ruolo le dona grandissima fama, grazie alla quale ha la possibilità partecipare anche alla serie drammatica sulla seconda guerra mondiale Un Village Français, dove interpreta un altro personaggio molto controverso, Hortense Larcher. 
Oltre alla televisione, l'attrice comincia poi a farsi strada nel mondo del cinema: riesce infatti a ottenere una piccola parte nel film di Woody Allen Midnight in Paris, parte per la quale si prepara prendendo lezioni di inglese. Sul set, inoltre, si trova a dover girare sempre di notte, mentre di giorno è impegnata con le riprese di Un Village Français. è quindi con enorme delusione che la Fleurot, al momento dell'uscita del film nelle sale, scopre che la sua parte è stata completamente tagliata.
Dopo questa esperienza deludente ha però occasione di recuperare grazie alla sua partecipazione nel 2013 al film campione di incassi Quasi Amici - Intouchables, dove interpreta il ruolo secondario della segretaria Magalie.
In seguito prende parte a numerose commedie cinematografiche, quali fra le altre Les Reines du Ring, Les Gazelles e 11 donne a Parigi. 
Nel 2013, Fleurot è stata membro della giuria del Festival du Film Canadien di Dieppe.
Nel 2015 l'attrice scopre di essere incinta del suo compagno, il regista Djibri Glissant. Questo avvenimento mette in dubbio la sua partecipazione nel ruolo della protagonista al film satirico L'Ideal, in quanto la Fleurot temeva che il regista e la produzione non si sarebbero presi la responsabilità di farle girare le scene piuttosto turbolente che erano previste per il suo personaggio; il regista, che però non voleva assolutamente rinunciare a lei, si è limitato a modificare la sceneggiatura del film in modo che anche la protagonista Valentine fosse incinta. Durante la gravidanza la Fleurot recita anche in un altro film, Le Fantome de Canterville, ma in questo caso il problema viene risolto facendo indossare all'attrice abiti larghi. 
Il 19 novembre 2015 Audrey Fleurot dà alla luce Lou, il suo primo e unico figlio.
Nel corso degli anni l'attrice torna diverse volte a calcare il palco del teatro, partecipando per esempio alla commedia Jo e alla produzione interazione Le Tartuffe. 
Nel 2019 la Fleurot entra poi a far parte del cast della miniserie in costume di TF1 Destini in Fiamme (in originale Le Bazar de la Charité), diretta da Alexandre Laurent, dove interpreta una delle tre protagoniste al fianco di Camille Lou e Julie de Bona. La serie si ispira a fatti realmente accaduti, e narra la terribile vicenda dell'incendio del Bazar de la Charité dal punto di vista delle donne, vittime dimenticate di questa tragedia. In seguito il canale manda in onda un documentario sull'incendio, nel quale l'attrice fa da voce narrante. La serie viene poi distribuita su Netflix, dove viene accolta da un pubblico internazionale.
Nel 2020 su Canal+ viene trasmessa l'ottava e ultima stagione di Engrenages, chiudendo per l'attrice un lungo capitolo della sua vita durato per quindici anni. Al festival di Monte Carlo, nell'estate 2021, l'attrice rivelerà di essere rimasta delusa dal finale, in quanto si sarebbe aspettata per il suo personaggio una conclusione meno positiva e più coerente con l'immagine cinica di Joséphine e con tutte le tragedie personali che aveva vissuto. Le sarebbe piaciuto, per esempio, che l'avvocata decidesse di lasciare la professione e unirsi alla mafia parigina.
Nella primavera del 2021 viene trasmessa su TF1 la serie televisiva HPI - Haut Potentiel Intellectuel, nella quale la Fleurot interpreta il ruolo della protagonista, Morgane, la cui caratteristica principale è quella di essere un soggetto ad alto potenziale cognitivo, con un Q.I. pari a 160. Qui per la prima volta l'attrice si trova ad avere il ruolo di protagonista assoluta (al contrario di quanto le era successo fino a quel momento, per esempio con Spiral o Un Village Français, dove c'erano sempre più protagonisti), e, inoltre, le viene data la possibilità di intervenire sulla scrittura del personaggio, al quale l'attrice si affeziona particolarmente, al punto di aver rivelato di cercare personalmente su Vinted gli outfit perfetti per Morgane. 
Questa serie ha un successo incredibile e, nel corso della prima visione, tocca il tetto degli 11 milioni di spettatori, battendo un record che fino a quel momento in Francia era stato detenuto da un episodio di Joséphine - Ange Gardien. Questo successo permette alla serie di venire trasmessa in numerosi altri paesi, fra i quali l'Italia, dove nel settembre 2021 viene trasmessa in prima serata su Rai 1 con il titolo Morgane - Detective Geniale.
In seguito all'enorme successo della prima stagione, la serie viene rinnovata per una seconda e poi per una terza e quarta stagione.
Nel 2022, dopo il grande successo ottenuto da Destini in Fiamme, viene trasmessa su TF1 una seconda miniserie in costume diretta da Alexandre Laurent, Les Combattantes, che, benché tratti una storia completamente diversa (narra infatti le vicende di quattro donne nel corso della prima guerra mondiale), conserva la stessa produzione e le stesse attrici protagoniste, fra le quali dunque la Fleurot, che interpreta il ruolo della prostituta Marguerite. Come Destini in Fiamme, anche Les Combattantes viene rilasciata su Netflix, posizionandosi seconda nella top 10 mondiale.
Nello stesso anno su Arte.tv viene rilasciata la serie Esprit d'Hiver, un thriller psicologico tratto dall'omonimo romanzo, nel quale l'attrice interpreta il ruolo della protagonista, Nathalie Weber.

## Vita privata
Nel 2015, Fleurot ha annunciato di essere incinta del suo primo figlio con il suo compagno, il regista Djibril Glissant, nato il 19 novembre 2015.

## Filmografia

### Cinema
- Les deux mondes, regia di Daniel Cohen (2007)
- Leur morale... et la nôtre, regia di Florence Quentin (2008)
- La Sainte Victoire, regia di François Favrat (2009)
- Le donne del 6º piano (Les Femmes du 6e étage), regia di Philippe Le Guay (2011)
- Midnight in Paris, regia di Woody Allen (2011)
- Quasi amici - Intouchables (Intouchables), regia di Éric Toledano e Olivier Nakache (2011)
- La delicatezza (La délicatesse), regia di David e Stéphane Foenkinos (2011)
- La fleur de l'âge, regia di Nick Quinn (2013)
- F.B.I. - Due agenti impossibili (Mais qui a retué Pamela Rose?), regia di Olivier Baroux e Kad Merad (2012)
- Pop Redemption, regia di Martin Le Gall (2013)
- La vraie vie des profs, regia di Emmanuel Klotz e Albert Pereira-Lazaro (2013)
- Les reines du ring, regia di Jean-Marc Rudnicki (2013)
- Fonzy, regia di Isabelle Doval (2013)
- La confrérie des larmes, regia di Jean-Baptiste Andrea (2013)
- Les gazelles, regia di Mona Achache (2014)
- Belle comme la femme d'un autre, regia di Catherine Castel (2014)
- 11 donne a Parigi (Sous les jupes des filles), regia di Audrey Dana (2014)
- Canterville - Un fantasma per antenato (Le fantôme de Canterville), regia di Yann Samuell (2016)
- L'idéal, regia di Frédéric Beigbeder (2016)
- La fête des mères, regia di Marie-Castille Mention-Schaar (2018)
- À cause des filles...?, regia di Pascal Thomas (2019)
- Il club dei divorziati (Divorce club), regia di Michaël Youn (2020)
- Connectés, regia di Romuald Boulanger (2020)
- Kaamelott: Premier volet, regia di Alexandre Astier (2021)
- Haters, regia di Stéphane Marelli (2021)
- La Très très grande classe, regia di Frédéric Quiring (2022)
- Regarde, regia di Emmanuel Poulain-Arnaud (2025)

### Televisione
- Froid comme l'été, regia di Jacques Maillot – film TV (2002)
- Blague à part – serie TV, episodio 3x02 (2003)
- Kaamelott – serie TV (2004-2009)
- La bonne copine, regia di Nicolas Cuche – film TV (2005)
- Spiral (Engrenages) – serie TV (2005-2020)
- Il giudice e il commissario (Femmes de loi) – serie TV, episodio 6x03 (2006)
- Diane, uno sbirro in famiglia (Diane, femme flic) – serie TV, episodio 4x03 (2006)
- Fort comme un homme, regia di Stéphane Giusti – film TV (2007)
- Confidences – miniserie TV (2007)
- Greco – serie TV, episodio 1x05 (2007)
- Il commissariato Saint Martin (P.J.) – serie TV, episodi 11x09-11x12 (2007)
- Il commissario Cordier (Commissaire Cordier) – serie TV, episodio 3x05 (2007)
- Équipe médicale d'urgence – serie TV, 4 episodi (2007-2010)
- Le nouveau monde, regia di Étienne Dhaene – film TV (2008)
- Flics – serie TV, episodi 1x01-1x02-1x03 (2008)
- L'amour aller-retour, regia di Éric Civanyan – film TV (2009)
- La regina e il cardinale (La Reine et le Cardinal), regia di Marc Rivière – film TV (2009)
- Éternelle – serie TV, episodi 1x04-1x05-1x06 (2009)
- Le Bourgeois gentilhomme, regia di Christian de Chalonge – film TV (2009)
- Un village français – serie TV (2009-2017)
- Affaires étrangères – serie TV, episodi 1x01-1x02-1x03-1x04 (2010-2012)
- Tango – serie TV, episodi 1x01-1x02-1x03 (2010-2013)
- La vie en miettes, regia di Denis Malleval – film TV (2011)
- Zak – serie TV (2011)
- Collection rue des ravissantes: Boris Vian fait son cinéma – miniserie TV (2013)
- Chiami il mio agente! (Dix pour cent) – serie TV, episodi 1x04-3x06 (2015-2018)
- I testimoni (Les témoins) – serie TV, 8 episodi (2017)
- Peur sur la Base, regia di Laurence Katrian – film TV (2017)
- Safe – serie TV (2018)
- L'Effondrement – miniserie TV (2019)
- Destini in fiamme (Le Bazar de la Charité) – miniserie TV (2019)
- Morgane - Detective geniale (HPI - Haut potentiel intellectuel) – serie TV (2021–2025)
- Mensonges – miniserie TV (2021)
- Ils s'aiment...enfin presque! – film TV (2022)
- Esprit d'hiver – miniserie TV (2022)
- Les Combattantes – miniserie TV (2022)
- Infiltré(e) – miniserie TV (2023)

### Cortometraggi
- L'élan des sens, regia di Ludovic Jacques (2002)
- Les seins de ma prof d'anglais, regia di Olivier Bardy (2004)
- Une simple histoire d'amour, regia di Jean-Luc Mathieu (2006)
- Bébé, regia di Clément Michel (2008)
- Notre Fraust, regia di Chloé Larouchi e Elsa Blayau (2014)

### Documentari
- Alain Delon - Il lato oscuro di una star (Alain Delon, cet inconnu), regia di Philippe Kohly (2015) – Voce Narrante
- La plus belle ville du monde, regia di Frédéric Fougea (2017) – Voce Narrante

### Doppiaggio
- Mission: Impossible III, regia di J. J. Abrams (2006) – Zhen Lei (Maggie Q) nella versione francese
- Lei, regia di Spike Jonze (2013) – Samantha (Scarlett Johansson) nella versione francese
- Toy Story 4, regia di Josh Cooley (2019) – Bo Peep nella versione francese
- Transformers One, regia di Josh Cooley (2024) – Elita nella versione francese

## Programmi TV
- Le débarquement – varietà (2013)
- LOL: qui rit, sort! – game show , reality, commedia (2021, 2023)

## Videoclip musicali
- J'voulais di Sully Sefil (2000)
- Le lac di Jil Caplan (2000)
- Fio Maravilha di Bon Entendeur vs Nicoletta (2024)

## Riconoscimenti
- Association des Critiques de Séries
  - 2015 – Candidatura alla miglior attrice per Un village français[7]
  - 2016 – Candidatura alla miglior attrice per Un village français[8]
  - 2018 – Candidatura alla miglior attrice in Spiral[9]
- Globe de Cristal Awards
  - 2020 – Candidatura alla miglior attrice in una serie o miniserie televisiva per Destini in fiamme[10]

## Doppiatrici italiane
Nelle versioni in italiano dei suoi lavori, Audrey Fleurot è stata doppiata da:
- Francesca Fiorentini in Quasi amici - Intouchables, Destini in fiamme, Il club dei divorziati
- Claudia Catani in Chiami il mio agente!, Safe
- Barbara De Bortoli in Spiral
- Claudia Razzi in La regina e il cardinale
- Monica Ward in Le donne del 6º piano
- Mavi Felli in F.B.I. - Due agenti impossibili
- Cristina Boraschi in 11 donne a Parigi
- Alessia Amendola in Canterville - Un fantasma per antenato
- Stefania De Peppe in I testimoni
- Anna Cugini in Morgane - Detective geniale